# Ros de Lanerolle
Ros de Lanerolle (22 tháng 1 năm 1932 - 23 tháng 9 năm 1993), còn được gọi là Rosalynde Ainslie, là một nhà hoạt động, nhà báo và nhà xuất bản người Nam Phi. Định cư ở Anh vào những năm 1950, bà đã tích cực vận động chống lại phân biệt chủng tộc, và sau đó trở thành một nhân vật tiên phong trong xuất bản của phụ nữ ở Anh, được Florence Howe gọi là "doyenne của các nhà xuất bản nữ quyền".

## Cuộc đời và sự nghiệp
Jennifer Rosalynde Ainslie sinh năm 1932 tại Cape Town, nơi bà đến trường và theo học Đại học Cape Town, trước khi chuyển đến London, Anh, vào năm 1954  với tư cách là sinh viên tốt nghiệp văn học Anh. Là một người theo chủ nghĩa xã hội cấp tiến, bà ngày càng gắn bó với chính trị của Nam Phi, và trong chuyến thăm năm 1958 tới Bắc Rhodesia, với hy vọng gặp được các đoàn viên công đoàn Nam Phi làm việc ở đó, bà đã bị bắt giam, bị tuyên bố là người không mong muốn và bị trục xuất.
Ainslie trở thành đại diện London của tạp chí hàng quý chống phân biệt Châu Phi, do Ronald Segal biên tập, và tương tác chặt chẽ với những người lưu vong Nam Phi khác, bao gồm Ruth First, người mà cô đã hình thành một tình bạn thân thiết 20 năm. De Lanerolle là một thành viên của Phong trào Tẩy chay (những người khác bao gồm Peter Koinange, Claudia Jones và Steve Naidoo) thành lập tại London vào ngày 26 tháng 6 năm 1959, vận động xung quanh lời kêu gọi của Albert Luthuli tẩy chay hàng xuất khẩu của Nam Phi. Năm 1960, cô là người khởi xướng chính, cùng với Vella Pillay và Abdul Minty, của Phong trào chống phân biệt chủng tộc (AAM) ở Anh, và là thư ký đầu tiên của nó. Bà đã viết hai cuốn sách nhỏ quan trọng, được AAM xuất bản: Unholy Alliance (1961), phân tích sự hỗ trợ mà cộng đồng quân đội và doanh nghiệp và chính phủ Anh dành cho chế độ Verwoerd thiểu số da trắng (cuốn sách nhỏ được ra mắt tại một cuộc họp báo ở London năm 1962 bởi Nhà văn và nhà ngoại giao Ailen Conor Cruise O'Brien, người đóng góp phần Giới thiệu), và The Collaborators (với Dorothy Robinson, 1964), tiết lộ những rắc rối của chính trị tài chính của apartheid.